# Újvilági vakondformák
Az újvilági vakondformák (Scalopinae) az emlősök (Mammalia) osztályának Eulipotyphla rendjébe, ezen belül a vakondfélék (Talpidae) családjába tartozó alcsalád.
A régebbi rendszertani besorolások szerint a rovarevők (Insectivora) rendjébe, aztán pedig rövid ideig a ma már felszámolt cickányalakúak (Soricomorpha) rendjébe tartozott.

## Előfordulásuk
Az alcsalád legtöbb faja Észak-Amerikában és Mexikó északi részén él, de az alcsaládnak egy faja - kansu vakond - Ázsia lakója. Mint minden vakondféle, az újvilági vakondformák is a föld alatt élnek.

## Rendszerezés
Az alcsaládba 2 nemzetség, 5 nem és 7 élő faj tartozik:
- csillagos vakondok (Condylurini) Gill, 1875 – 1 nem, 1 élő faj
- amerikai vakondok (Scalopini) Gill, 1875 – 4 nem, 6 élő faj